# تریکوسپیسور
تریکوسپیسور (نام علمی: ') نام یک سرده از کلاد تریلوفوسور است.